# بالساگ
بالساگ (به فرانسوی: Baleyssagues) یک کمون (فرانسه) در فرانسه است که در canton of Duras واقع شده‌است. بالساگ ۸٫۱۸ کیلومتر مربع مساحت دارد ۸۲ متر بالاتر از سطح دریا واقع شده‌است.